# 林佳辰
林佳辰（英語：Summer，2000年6月5日—），台灣創作男歌手，曾為喜歡音樂練習生，2022年9月13日作為男子組合Ozone成員正式出道。

## 經歷
2000年6月5日出生於台北縣鶯歌鎮（今新北市鶯歌區）的林佳辰在2018年參加由伊林娛樂舉辦的「第7屆伊林璀璨之星」，而他在那一次的選拔大賽當中參加了「花樣少男組」並獲得亞軍。後續他參加喜歡音樂所舉辦的「獵星計畫」後，間接成為該經紀公司旗下的練習生，並藉這個機會加入6人練習生團體「E.M.B」，跟周祖安、黃文廷、呂植宇、曹家齊以及陳水豐組在一起。2019年，林佳辰所屬的E.M.B參加第16屆新光盃街舞大賽，而在該活動中則是以「Super Daddy」競賽隊伍拿下冠軍。到2020年，當喜歡音樂公司宣布要率先推出女團「PER6IX」的時候，林佳辰所屬的E.M.B無緣出道，不過到2021年，他獲選拔為《原子少年》選手並加入傾向於「鄰家男孩」風格的隊伍「地球」，並且在2022年另與其他選手李哲言、吳昱廷、高有翔、徐彭臒、以及呂植宇組成「亞特蘭提斯ΛTLΛNTIX」。在這期間，他參與創作的單曲滿腦子都是壞壞於音樂串流平台「StreetVoice街聲」拿下冠軍。2022年8月12日，林佳辰以940,923票獲選為《原子少年》的「人氣團」成員第二名，並且在同年9月13日以團名「Ozone」身分正式踏入演藝圈。
在林佳辰正式出道之後，伴隨他所屬的團體Ozone在2023年4月舉辦首場專場演唱會「One And Only」，他創作了個人搖滾歌曲妳讓我變成相思病狂的zombie，也和Ozone的隊長周祖安共同創作Young Blood，而這些演唱會限定單曲在該年5月均被台灣索尼音樂娛樂發行。到2023年底時，他在網路社群平台發表音樂相關影片，包括演奏電吉他和翻唱田柾國和安格斯和茱莉亞等人的歌曲。2024年8月3日，林佳辰在Ozone「World Top」台北小巨蛋演唱會與李哲言、周祖安及林煥鈞組成「爆K夢」樂團，並且表演他創作的龐克搖滾歌曲貝貝我不會再耍廢了，後來貝貝我不會再耍廢了在8月30日被台灣华纳兄弟電影公司選定為電影《乒乓男孩》的插曲，因此在該電影上映前於10月22日發行他的個人數位單曲。2025年7月14日，台灣YouTuber黃氏兄弟成員黃挺瑋公布和林佳辰共同製作並演唱全新數位單曲沒有寫下的永遠，於7月15日發行。

## 個人生活
林佳辰在國小至國中時期的身材較為圓潤，國中時最高紀錄一度重達80多公斤，不過，到了高中以後因為頻繁打工加上勤練跆拳道的緣故才逐漸回到勻稱的身材。在大學階段，林佳辰就讀於黎明技術學院表演藝術科，並受邀錄製中天綜合台的《同學來了之進擊吧女孩》等綜藝節目。另外，林佳辰有一個年長2歲的姊姊「米安」，她是一名在Instagram上擁有萬人追蹤數的網路紅人。

## 軼事
2022年4月17日，當台灣男團選秀節目《原子少年》首播第一集後，林佳辰在節目《原子少年》的競演表現吸引很多觀眾的目光，其長相在韓國論壇網站引起討論，此後到第四集播出時，林佳辰就被製作公司接洽詢問關於戲劇拍攝等相關企畫，不過他還是選擇繼續投入選秀比賽而取消戲劇拍攝邀約。

## 作品

### 音樂
個人作品
- 數位單曲
  - Young Blood（w/周祖安）[20]
  - 妳讓我變成相思病狂的zombie[19]
  - 貝貝我不會再耍廢了[35]

參與作品
- 數位單曲
  - 沒有寫下的永遠（與黃挺瑋合唱）

參與製作
| 年份   | 歌曲名稱                       | 演唱歌手                                                                | 參與製作部分 | 備註                                                  |
| ------ | ------------------------------ | ----------------------------------------------------------------------- | ------------ | ----------------------------------------------------- |
| 2022年 | 〈Cherry Pie 壞櫻桃〉          | 亞特蘭提斯ΛTLΛNTIX （呂植宇、吳昱廷、徐彭臒、林佳辰）                   | 詞曲         |                                                       |
| 2022年 | 〈New Gang〉                   | 亞特蘭提斯ΛTLΛNTIX                                                      | 詞曲         |                                                       |
| 2022年 | 〈我不是小氣鬼〉               | 亞特蘭提斯ΛTLΛNTIX                                                      | 詞曲         |                                                       |
| 2022年 | 〈滿腦子都是壞壞〉             | 亞特蘭提斯ΛTLΛNTIX （林佳辰）                                           | 詞曲、製作   |                                                       |
| 2022年 | 〈Like A Fool〉                | 亞特蘭提斯ΛTLΛNTIX （呂植宇、林佳辰）                                   | 詞曲、製作   |                                                       |
| 2022年 | 〈STAR〉                       | 林佳辰                                                                  | 詞曲         |                                                       |
| 2022年 | 〈Bad Bad Love〉               | 原子少年地球 （周祖安、瑋弟、林佳辰、傅俊傑、周子翔、黃文廷、陳廷軒）   | 作詞         |                                                       |
| 2022年 | 〈朝著遠得要命的星球起飛〉     | 原子少年地球 （周祖安、林煥鈞、林佳辰、傅俊傑、周子翔、黃文廷、陳廷軒） | 作詞         |                                                       |
| 2022年 | 〈地球玩不累〉                 | 原子少年地球 （周祖安、林煥鈞、林佳辰、周子翔、黃文廷）                 | 作詞         | 歌曲「朝著遠得要命的星球起飛」改編版                  |
| 2023年 | 〈Purple Days〉                | Ozone                                                                   | 詞曲         | Ozone「One And Only」演唱會相關作品                   |
| 2023年 | 〈Young Blood〉                | 林佳辰、周祖安                                                          | 詞曲         | Ozone「One And Only」演唱會相關作品                   |
| 2023年 | 〈妳讓我變成相思病狂的zombie〉 | 林佳辰                                                                  | 詞曲         | Ozone「One And Only」演唱會相關作品                   |
| 2024年 | 〈貝貝我不會再耍廢了〉         | 林佳辰                                                                  | 詞曲         | Ozone「World Top」演唱會相關作品 電影《乒乓男孩》插曲 |
| 2025年 | 〈沒有寫下的永遠〉             | 黃挺瑋、林佳辰                                                          | 詞曲         |                                                       |

音樂錄影帶
| 年份   | 歌曲名稱             | 演唱歌手 | 導演 | 備註                                      |
| ------ | -------------------- | -------- | ---- | ----------------------------------------- |
| 2022年 | 〈Nothing I can do〉 | 張祺璦   | 蘇聖 | 飾演男主角 TVBS電視劇《機智校園生活》插曲 |

### 影視
| 年份   | 節目名稱     | 節目性質 | 製作公司 （首播頻道）   | 備註     |
| ------ | ------------ | -------- | ----------------------- | -------- |
| 2022年 | 《原子少年》 | 選秀     | 野火娛樂 （TVBS歡樂台） | 參賽選手 |